# Daemonorops pachyrostris
Daemonorops pachyrostris är en enhjärtbladig växtart som beskrevs av Odoardo Beccari. Daemonorops pachyrostris ingår i släktet Daemonorops och familjen Arecaceae. Inga underarter finns listade i Catalogue of Life.